# Монастырь Энкарнасьон
Монастырь Энкарнасьон или Монастырь Воплощения Господня — действующий женский августинский монастырь в Мадриде, основанный в 1611 году женой Филиппа III Маргаритой Австрийской. Поскольку монастырь был и остается домом, главным образом, для представительниц высшего сословия, его относят к самым богатым и процветающим монастырям Испании. Одновременно с этим, здание монастыря является одним из самых узнаваемых в испанской столице.
Архитектором здания, возведенного с 1611 по 1616 годы, был монах Альберто де ла Мадре де Диос. Фасад монастыря, выполненный в стиле эрререско, стал образцом для зодчих при строительстве испанских храмов.
В церкви монастыря хранятся мощи христианских святых, в частности, кровь Святого Януария и Святого Пантелеимона. Считается, что кровь Святого Пантелеимона каждый год 27 июля, в день памяти святого, становится жидкой.
В монастыре организован музей национального достояния, свободный для посещения.

## История
Главным инициатором строительства монастыря была королева Маргарита Австрийская, поэтому, среди мадридцев монастырь известен как Лас Маргаритас. Монастырь был призван прославлять и служить напоминанием об изгнании морисков из Мадрида, начавшемся в 1609 году.

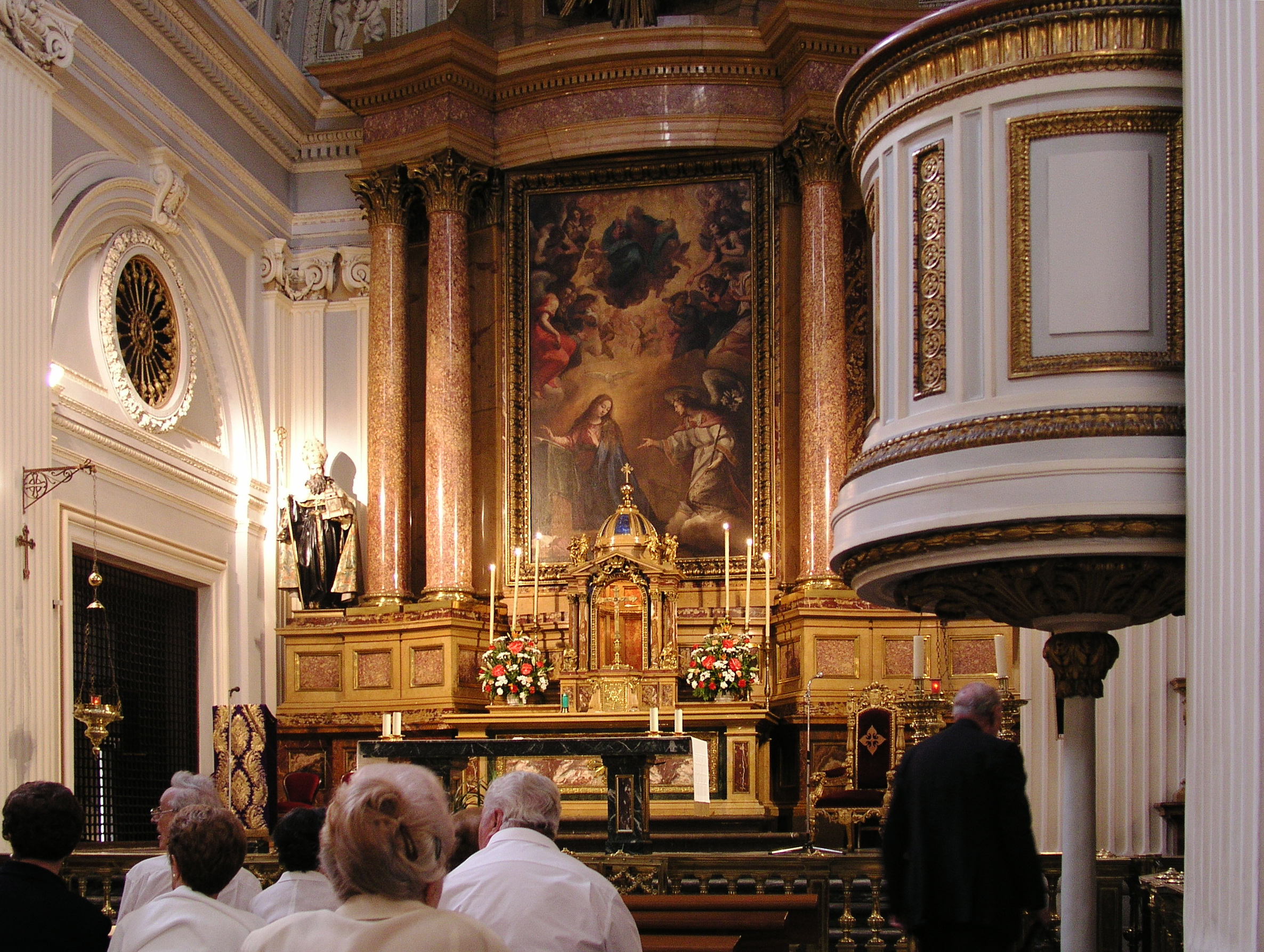
Внутреннее убранство собора

 Королева находилась в близких отношениях с августинками города Вальядолид, оттуда и прибыла первая настоятельница монастыря матушка Марианна де Сан Хосе в сопровождении Франсиски де Сан Амбросио (сестры маркиза де Позас), Каталины де ла Энкарнасион и Исабель де ла Крус. Монахини, дожидаясь окончания строительства их нового дома, жили в Королевском Монастыре Святой Изабеллы. Вскоре в монастыре появилась первая послушница, Альдонса де Суньига, дочь графов Миранда и крестница монархов, которые, в ознаменование этого события, преподнесли настоятельнице кубок из агата, украшенный рубинами и золотом, который использовался во время причастия.
Здание было построено на месте, которое занимали дома маркизов де Позас, которые король купил у владельцев, ввиду их близости с Королевским Алькасаром. Во внутреннем помещении монастыря было несколько залов с картинами. Король заложил первый камень монастыря с благословения архиепископа Толедского Бернардо де Рохас и Сандоваль во время церемонии, обставленной с большой торжественностью. Несколько месяцев спустя, 3 октября 1611 года, умерла королева. Она так и не увидела окончания работ по строительству монастыря, которым она так активно способствовала.
2 июля 1616, в день Посещения, монастырь был торжественно открыт. Праздник по этому поводу продолжался с утра до вечера. Вся территория вокруг монастыря была выстлана богатыми коврами. Король, в сопровождении семьи и придворных, посетил монастырь во время вечерней службы, которую отслужил патриарх Индий Диего де Гусман.
В XVIII веке церковь страдала от пожара, реставрацией занимался Вентура Родригес. Монастырь был открыт для публичного посещения в 1965 году. В семидесятые годы XX века на площади перед церковью была установлена статуя Лопе де Вега работы Матео Инурриа.

## Внешний вид
Автором проекта был монах Альберто де ла Мадре де Диос. Фасад монастыря, выполнен из каменных плит и кирпича.
В XVIII веке изменилось внутреннее помещение церкви. Вентура Родригес, который отвечал за восстановление церкви после пожара, внес в интерьер элементы неоклассицизма с помощью новых алтарных украшений и нескольких росписей. Интерьер украшен яшмой, мраморными и бронзовыми скульптурами. Кроме этого, на себя обращает внимание роспись храма Луки Джордано и работы Франсиско Байеу, бело-голубые изразцы, знаменитые скульптуры «Лежащий Христос» и «Христос, привязанный к колонне» Грегорио Ферннадеса, и коллекция живописи: работы Хосе де Риберы и Винченцо Кардуччи. По традиции, культурные ценности жертвовали монастырю знатные дамы, принимавшие здесь постриг.